# Puente de Wiwilí
El puente de Wiwilí (en alemán: Wiwilíbrücke) es un puente de Alemania que conecta el barrio Stühlinger de Friburgo de Brisgovia, Baden-Wurtemberg, través de las vías del ferrocarril, con el casco viejo de la ciudad. Es un puente de braguero de una longitud de 158 m construido por Max Meckel.
Fue inaugurado en 1866 bajo el nombre oficial de puente del emperador Guillermo, pero este nombre no fue aceptado por los ciudadanos que lo llamaron y siguen llamándolo puente azul o puente del Stühlinger. El nombre oficial actual es puente de Wiwilí y se refiere al hermanamiento con la ciudad nicaragüense de Wiwilí. Desde 1996 el puente está reservado para peatones y ciclistas.